# Publiusz Klaudiusz Pulcher (konsul 184 p.n.e.)
Publius Claudius Pulcher – rzymski polityk. Syn Appiusza Klaudiusza, konsula z 212 p.n.e. oraz brat Appiusza Klaudiusza, konsula z 185 p.n.e..

## Życiorys
Publiusz rozpoczął karierę polityczną w 189 p.n.e., kiedy został wybrany na stanowisko edyla kurulnego. W 188 p.n.e. (lub rok później) został mianowany pretorem do spraw obcych (praetor peregrinus). W 184 p.n.e., dzięki wstawiennictwu swojego własnego brata, Appiusza Klaudiusza, konsula z 185 p.n.e., został wybrany konsulem. Drugim konsulem wybrano pochodzącego z plebejskiego rodu Lucjusza Porcjusza Licynusa. Obydwu konsulom na teren działania wyznaczono Ligurię.
W 181 p.n.e. wybrany na jednego z członków trzyosobowej komisji, mającej na celu organizację założenia kolonii Grawiski, znajdującej się niepodal miasta Tarquinia.